# 御陣山児童遊園
御陣山児童遊園（ごじんやま じどうゆうえん）は埼玉県久喜市に所在する久喜市が設置、管理・運営する児童遊園である。

## 概要
公園北側には久喜市商工会館（久喜市商工会、久喜市観光協会）が所在し、南側には久喜市中央公民館が所在しており、西方には天王院が所在している。園内には御陣山神社が所在し、地中には御陣山遺跡が御陣山児童遊園を含む周辺一帯に所在している。この御陣山遺跡での出土品は久喜市中央公民館の一階において展示されている。園内には桜の木が植樹されており、春には久喜市街地の見どころの1つとなる。
園内施設してはブランコ、滑り台、うんてい、ジャングルジム、鉄棒、街灯、水道、ベンチ、倉庫、御陣山、御陣山神社、桜の木、イチョウの木、欅の木、杉の木、棕櫚などである。

## 施設・遊具
- ブランコ
- 滑り台
- うんてい
- ジャングルジム
- 鉄棒
- 街灯
- 水道
- ベンチ
- 倉庫
- 桜の木
- 御陣山神社
- 御陣山遺跡

## 御陣山

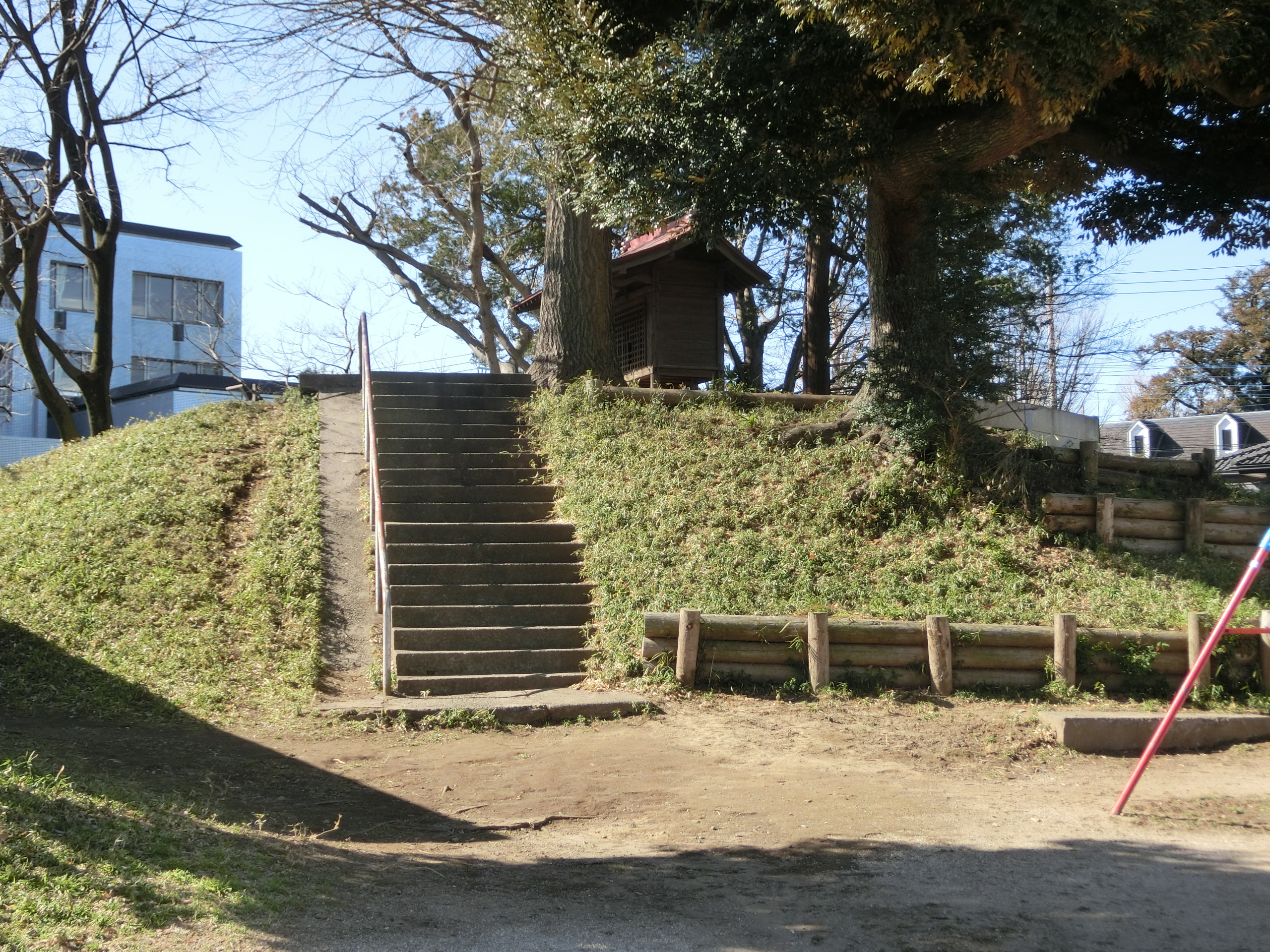
御陣山（2020年2月）

御陣山（ごじんやま、ごしんやま）は御陣山児童遊園内に所在している小山である。
この御陣山は「その昔、戦があり現在の御陣山の位置に陣を張っていた」と伝えられている場所であり、御陣屋敷になっていたとされている。御陣山にまつわる伝承として、「御陣山の山頂に建立されているあずま屋の中に龍や大蛇がいる。中に島があり、そこには小さな杉などの木やお宮が所在していた。その堀のたいこばしらを渡ると長生きをする。」というものがある。

## 御陣山神社

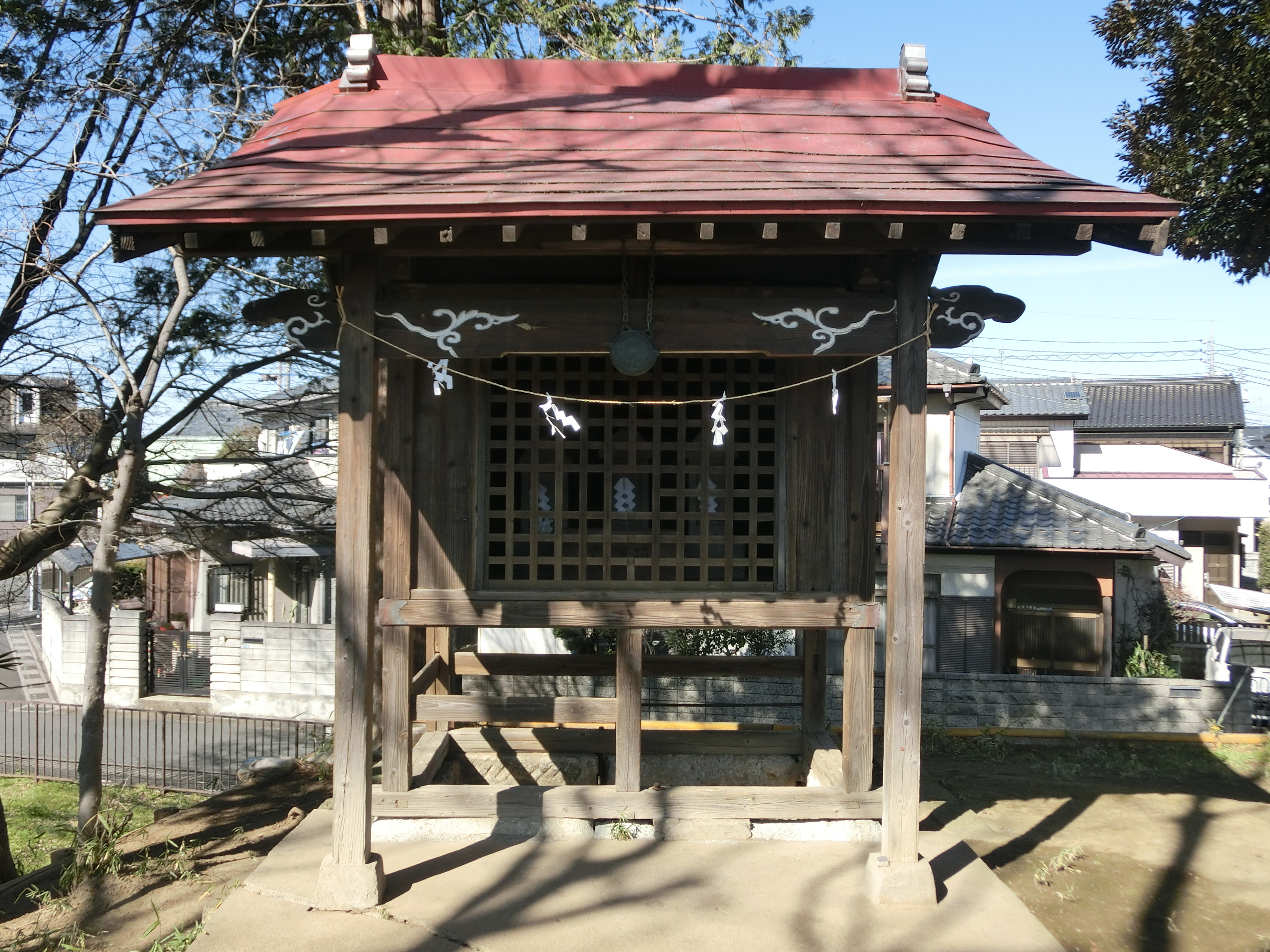
御陣山神社（2020年2月）

御陣山神社（ごじんやまじんじゃ）は御陣山児童遊園内（久喜市久喜中央4-1270、旧称：大字久喜本字荒鎌1270）に所在している神社である。
御陣山に所在の案内板（1962年（昭和37年）9月26日建立）によれば、「この一帯を御陣山と称し、霊覚者の角沢栄一氏によりこの地が往時首塚であったことが発見された。ここに供養塔を建立し、萬霊の成仏供養をして霊地を保存し、このことを後世に伝え、久喜町の繁栄を希念する。合掌」という折が記されている。
境内施設として社殿（祠）、御陣山、参道、供養塔、案内板の石碑、イチョウの木、欅の木、杉の木、棕櫚などである。

## 所在地
- 〒346-0003
- 埼玉県久喜市久喜中央4丁目7番[3]

## 交通
- 久喜駅西口より朝日バス菖蒲仲橋行に乗車、「中央4丁目（乗車約1分）」下車、北方へ約100m。（運賃100円）
- 久喜駅西口の久喜市内循環バスのりばより「久喜本循環　左回り」に乗車、「中央公民館前（乗車約1分）」下車、北方へ約100m。
- 久喜駅西口の久喜市内循環バスのりばより「久喜本循環　右回り」、「下早見循環」、「除堀・所久喜循環」、「六万部・北中曽根循環」、「東西連絡　東行き」のいずれかに乗車、「愛生会病院前（乗車約2分）」下車、バス停より市役所通り沿いに北方へ約200m。市内循環バスの運賃はいずれも100円（1日乗車券は200円）。（市内循環バス　久喜市ホームページ）
- 久喜駅西口より徒歩にて約10分。（道程約500m）[4]

## 周辺
- 久喜市商工会館（久喜市商工会）
- 三高ビル（イトーヨーカドー・てられす久喜など）
- 中落堀川
- 久喜市立中央保育園
- 久喜市中央公民館
- 天王院（八雲神社）
- 御陣山遺跡
- 久喜本町郵便局